# Challenge Aero
Challenge Aero — авіакомпанія, що базується в Києві. Здійснює чартерні пасажирські та вантажні перевезення по всій території України та країн СНД. Компанія була створена в 2002 році. Має представництва у Харкові, Дніпрі, Одесі.

## Флот
Станом на лютий 2016 року флот авіакомпанії налічував 7 літаків:
- Beechcraft Premier I
- Bombardier Learjet 60XR
- Bombardier Challenger 300
- Bombardier Challenger 605
- Bombardier Challenger 850
- Bombardier Global 5000
- Bombardier Global Express XRS
- Cessna Citation Bravo
- Cessna Citation CJ2+
- Cessna Citation CJ3
- Cessna Citation XLS
- Cessna Citation Sovereign
- Cessna Citation X
- Cessna Citation CJ3
- Falcon 900
- Falcon 2000
- Falcon 7X
- Gulfstream G100
- Gulfstream G150
- Gulfstream G200
- Gulfstream G550
- Embraer Legacy 600
- Hawker 850 XP

Гелікоптери:
- AgustaWestland AW109
- 2 Bell 430
- Eurocopter EC120
- 2 Eurocopter EC135
- Eurocopter EC155